# 多治見市総合体育館
多治見市総合体育館（たじみしそうごうたいいくかん、Tajimi City Gymnasium）は、岐阜県多治見市にある総合体育館である。

## 概要
施設は多治見市が所有し、「感謝と挑戦のKGIグループ（コナミスポーツクラブ＋技研サービス＋岩間造園）」が指定管理者として管理運営を行っている。2015年（平成27年）1月1日より東京窯業（TYK）が命名権を得て「感謝と挑戦のTYK体育館（かんしゃとちょうせんのティーワイケーたいいくかん）」の愛称となる。
岐阜県の主要体育館のひとつで、多治見市には他に多治見市昭和体育館、多治見市笠原体育館がある。

## 施設

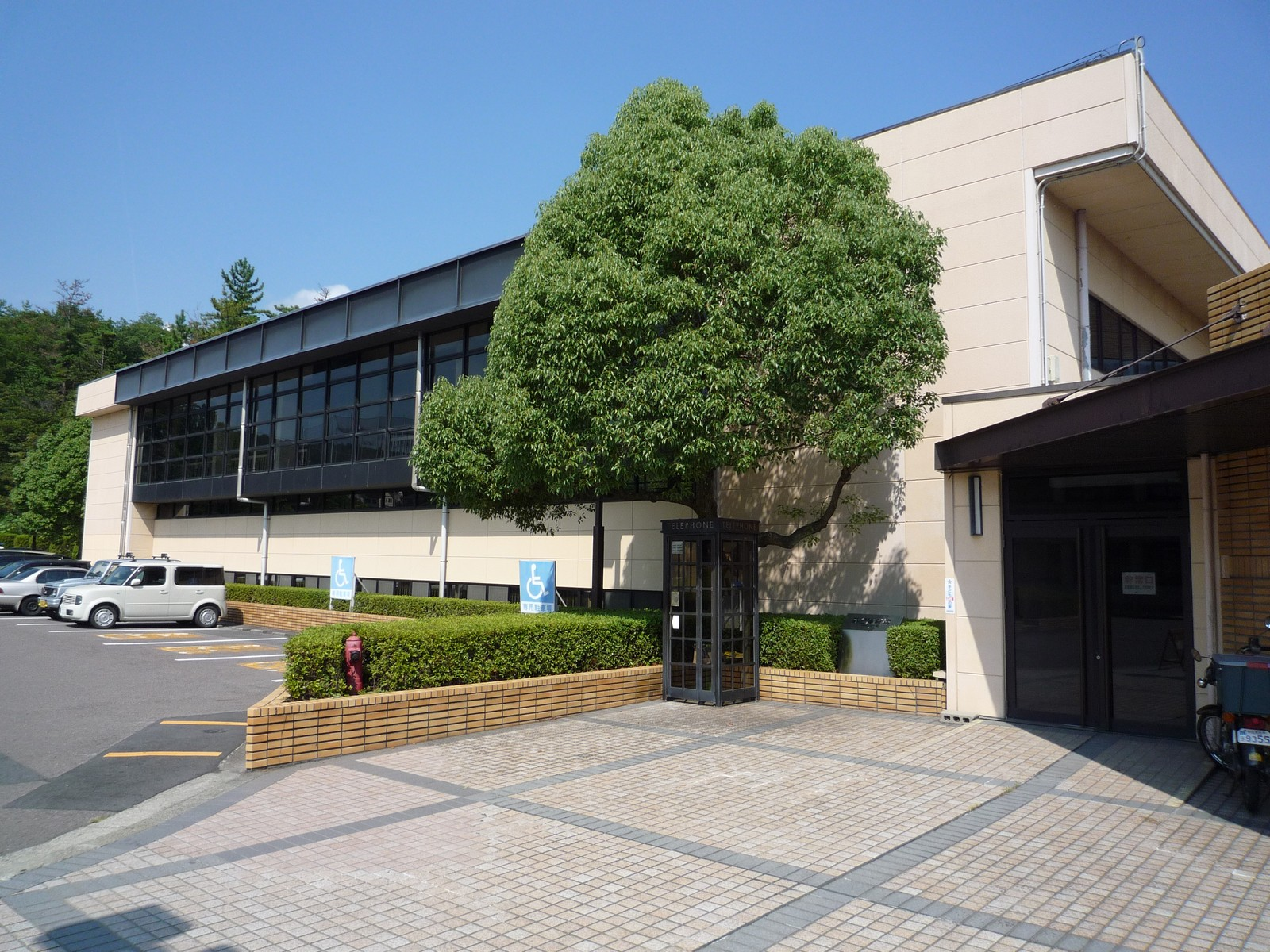
第2体育館

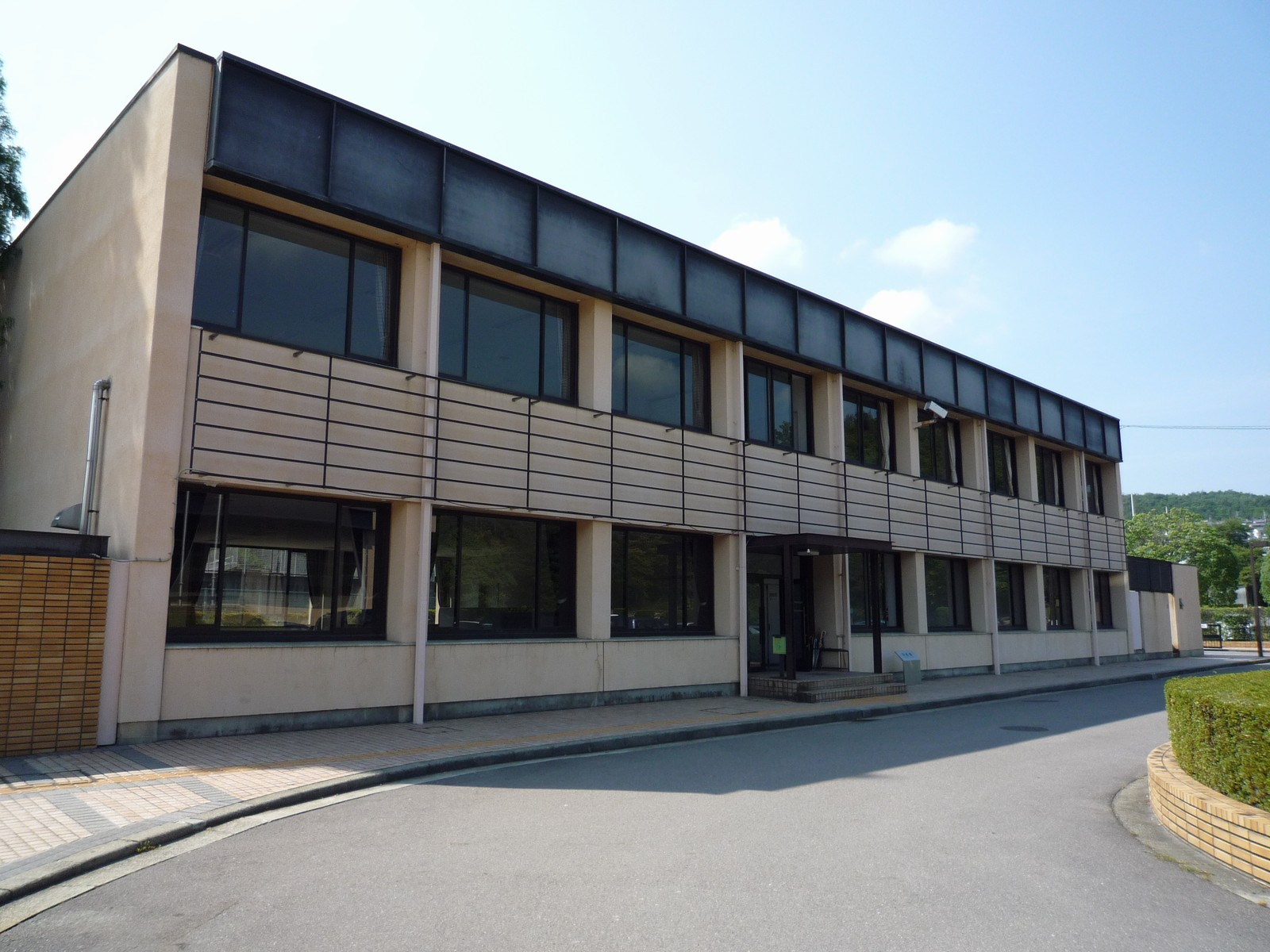
研修棟

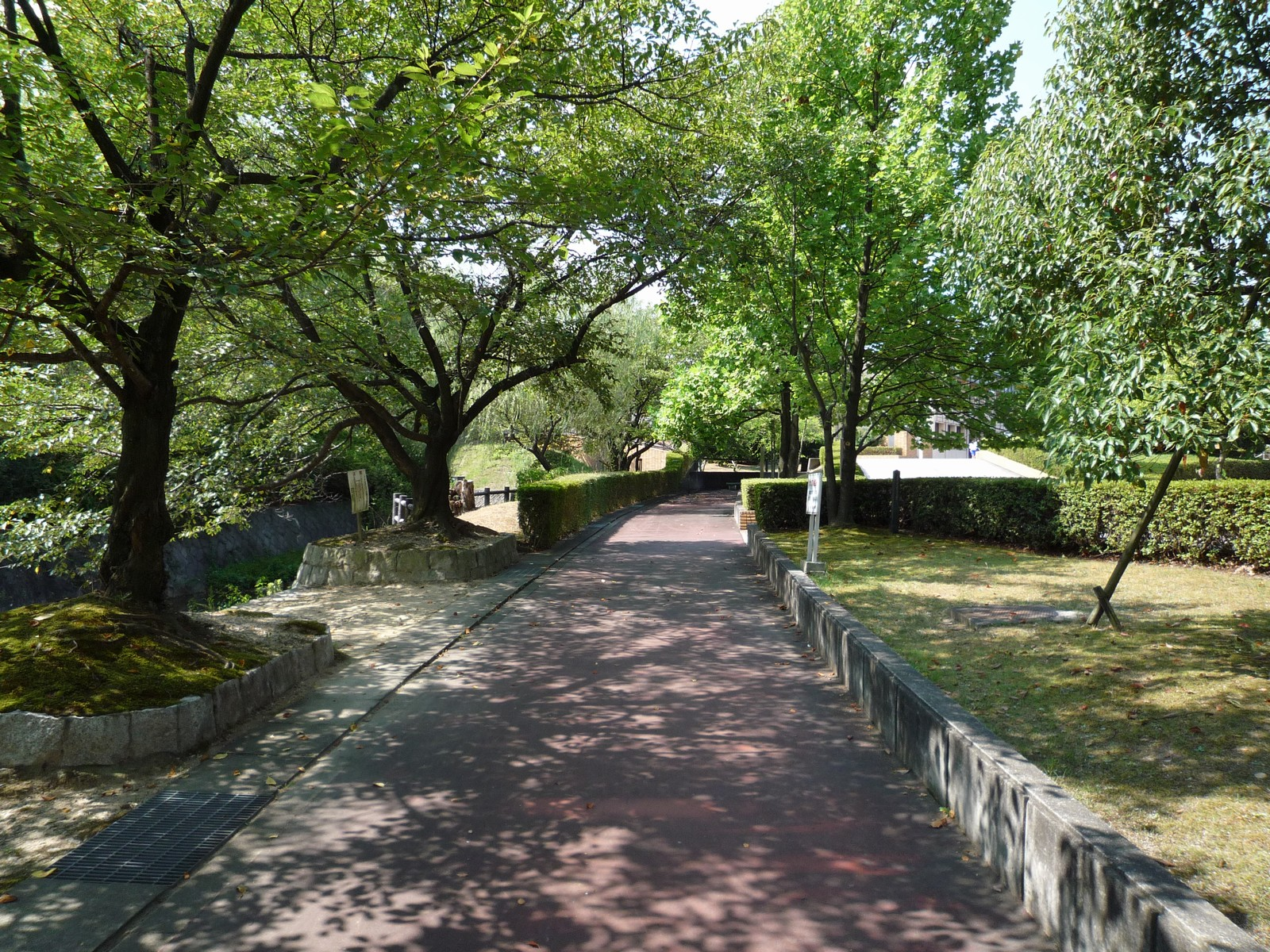
ジョギングコース

### 第1体育館
- 第1競技場（主競技場）
  - 2階観覧席600席
  - 可能種目 - バレーボール（3面）、バスケットボール（2面）、バドミントン（10面）、テニス（3面）、卓球、その他。
- 第3競技場（柔道場）
  - 可能種目 - 柔道（2面）、ヨガ、その他。
- 第4競技場（剣道場）
  - 可能種目 - 剣道（2面）、空手道（2面）、卓球、エアロビクス、その他。
- トレーニング室
- 幼児体育室
- 卓球室

### 第2体育館
- 第2競技場（副競技場）
  - 可能種目 - バレーボール（1面）、バスケットボール（1面）、バドミントン（4面）、卓球、その他。

### 研修棟
- 会議室（定員60名程度）
- ミーティング室（定員60名程）
- 和室1（30畳）
- 和室2（18畳）

### その他
- ジョギングコース（400m）
- スポーツ広場

## 施設概要
- 開館：1985年（昭和60年）8月31日
- 敷地面積：22,370m2
- 建築面積：5,902m2
- 延床面積：8,740m2
  - 第1体育館：6,996m2
  - 第2体育館：1,012m2
  - 研修棟：625m2

## 利用案内
- 休館日：火曜日（祝日の場合を除く）、年末年始（12月29日 - 1月3日）
- 開館時間：9時00分 - 21時30分

## 所在地
- 郵便番号・507－0818：岐阜県多治見市大畑町2-150

## 交通機関
- JR中央本線・太多線 多治見駅・多治見駅前バスターミナルから東鉄バス・多治見西部線「TYK体育館前」停留所下車、徒歩で約2分。
- 中央自動車道多治見ICから国道248号を愛知県瀬戸市方面へ車で約15分。